# Long Hard Road Out of Hell
«Long Hard Road Out of Hell» — сингл гурту Marilyn Manson. Пісня входить до саундтреку фільму «Спаун». У буклеті саундтреку вказано, що її записано з участю Sneaker Pimps.
Пісня також присутня на компіляції Lest We Forget: The Best Of. Її також використано у трейлерах до стрічок «Врятуй та збережи», «Із пекла» та «Час відьом».

## Відеокліп
Режисер: Метью Ролстон. Відео є великоднім яйцем на DVD з режисерською версією фільму Спаун, воно також грає перед початком фільму на VHS-версії.
У відео присутній оголений або одягнутий по-жіночому Менсон, який позує, зображуючи Діву Марію та статуї святих. Також у кліпі можна побачити еротичні сцени між ним та жінкою-андрогіном, яка під час кульмінаційного моменту відео раптово стає схожою на Алістера Кроулі.

## Концертні версії
Під час турів Rock Is Dead Tour та Guns, God and Government Tour гурт виконує заключну частину пісні наприкінці треку «Sweet Dreams (Are Made of This)». Поєднання цих двох пісень, під назвою «Sweet Dreams/Hell Outro», можна почути на концертному альбомі The Last Tour on Earth та DVD Guns, God and Government.

## Список пісень
1. «Long Hard Road Out of Hell» (Album Version)
2. «Long Hard Road Out of Hell» (Critter Remix)
3. «Long Hard Road Out of Hell» (Instrumental)
4. «Kick the P.A.» (Korn та The Dust Brothers)